# Adolf Sonnenfeld
Adolf Gustaw Sonnenfeld ps. „Adolfson” (ur. 19 września 1837 we Wrocławiu, zm. 28 maja 1914 w Warszawie) – polski skrzypek, dyrygent i kompozytor.

## Życiorys
Syn handlarza skór Hirszla Sonnenfelda oraz Fryderyki Aron. Od 1854 r. studiował w lipskim konserwatorium u Ferdinanda Davida (skrzypce), Moritza Hauptmanna i Ernsta Friedricha Richtera (kompozycja). Około 1857 roku, po przybyciu do Warszawy, zmienił wyznanie na protestantyzm (ewangelicko-augsburski). 
Założyciel i dyrygent Orkiestry Warszawskiej (1867 r.). Komponował muzykę do wielu wodewilów, operetek, komediooper i oper wystawianych w warszawskich teatrach ogródkowych (m.in.: „Barnaba Fafuła i Józio Grojseszyk”, „Donato”, „Król reporterów”, „Modniarka warszawska” „Handzia”, „Piekło”, „Świtezianka”, „Pontesilea”). Publikował też łatwe fortepianowe utwory dla dzieci oraz kompozycje na skrzypce i fortepian. Pochowany na cmentarzu ewangelicko-augsburskim przy ulicy Młynarskiej (aleja 17a, grób 7).

## Wybrane utwory
- Nocleg w Apeninach – opera (1874)
- Podróż po Warszawie – operetka (1876)
- Pan Twardowski – balet (1860)
- Alfred Wielki – opera (1888)
- Albrecht Dürer w Wenecji – opera (1892)